# Логаровці
Логаровці (словен. Logarovci) — поселення в общині Крижевці, Помурський регіон, Словенія. Висота над рівнем моря: 185,7 м.